# 피어슨긴발톱쥐
피어슨긴발톱쥐(Pearsonomys annectens)는 비단털쥐과 목화쥐아과에 속하는 설치류의 일종이다. 피어슨긴발톱쥐속 (Pearsonomys)의 유일종이다. 분자생물학 연구 결과 근연종은 긴발톱두더지쥐이다. 칠레의 토착종으로 발디비아 온대 우림 생태지역의 남부너도밤나무 숲에서 발견된다. 속명은 미국 동물학자 피어슨(Oliver Payne Pearson)의 이름에서 유래했다.